# 노스랜드 지방

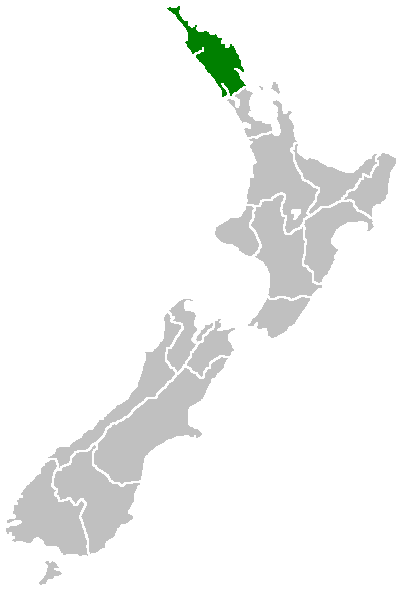
노스랜드 지방의 위치(초록색)

노스랜드(영어: Northland Region, 마오리어: Te Tai-tokerau 혹은 Te Hiku-o-te-Ika, '물고기의 꼬리'라는 뜻)는 뉴질랜드의 16개 행정 구역 중 하나이다. 이름에도 드러나듯이 뉴질랜드의 최북단에 위치하고 있다. 면적은 13,789km²이고 인구는 2008년 기준 154,700명이다. 주도는 팡가레이이다.

## 기후
여름에는 따뜻하고 축축하며 겨울에는 온화한 난대림 기후를 가지고 있다. 여름 최고기온은 24°C에서 28°C이고 겨울 최고기온은 14°C에서 20°C이다.

## 행정
노스랜드 지역 의회는 왕가레이에 있다. 노스랜드는 3개의 지방 자치 단체로 아래와 같이 나뉜다.
- 파노스(Far North District Council)
- 팡가레이(Whangarei District Council)
- 카이파라(Kaipara District Council)

## 인구
| 연도  | 인구    | ±% p.a. |
| ----- | ------- | ------- |
| 1991  | 126,786 | —       |
| 1996  | 137,052 | +1.57%  |
| 2001  | 140,133 | +0.45%  |
| 2006  | 148,470 | +1.16%  |
| 2013  | 151,689 | +0.31%  |
| 2018  | 179,076 | +3.38%  |
| 출처: |         |         |